# Television (film)
Pour les articles homonymes, voir Television.
Pour plus de détails, voir Fiche technique et Distribution.
Television (টেলিভিশন, Ṭēlibhiśana) est un film bangladais coécrit et réalisé par Mostofa Sarwar Farooki et sorti en 2012.
Il est sélectionné pour représenter le Bangladesh aux Oscars du cinéma 2014 dans la catégorie meilleur film en langue étrangère.

## Synopsis
Le leader d'une petite communauté locale, Amin, a banni toute forme d'image dans son village rural du Bangladesh. Il va même jusqu'à dire que l'imagination est aussi coupable qu'un objet. Mais le changement arrive et la tension entre cette vision traditionnelle et l'arrivée de la modernité entraîne des conséquences pour chacun des habitants du village.

## Fiche technique
- Titre : Television
- Titre original : টেলিভিশন (Ṭēlibhiśana)
- Réalisation : Mostofa Sarwar Farooki
- Scénario : Mostofa Sarwar Farooki et Anisul Hoque
- Photographie : Golam Maola Nobir
- Montage : Razon Khaled
- Musique : Ayub Bachchu
- Pays d’origine : Bangladesh
- Genre : Drame
- Langue : bengali
- Durée : 106 minutes
- Dates de sortie :
  -  Corée du Sud : 13 octobre 2012 (Festival international du film de Busan)
  -  Bangladesh : 25 janvier 2013

## Distribution
- Chanchal Chowdhury : Solaiman
- Shahir Kazi Huda : Amin
- Mosharraf Karim : Mojnu
- Iman Lee : Jobbar
- Nusrat Imroz Tisha : Kohinoor

## Distinctions

### Récompenses
- Festival international du film de Kolkata 2013 : prix NETPAC
- Festival international du film de Dubaï 2013 : mention spéciale (sélection « Muhr AsiaAfrica »)
- Festival Asiatica 2013 : prix du public
- Festival du film asiatique de Jogja 2013 : Golden Hanuman Award
- Asia Pacific Screen Awards 2013 : grand prix du jury

### Nominations
- Festival international du film de Busan 2012
- Festival international de films de Fribourg 2012
- Festival international du film de Göteborg 2012
- Festival international du film de Melbourne 2013
- Festival du film de Sydney 2013 : sélection « Features »
- Festival international du film de Seattle 2013
- Festival international du film Cinemanila 2012
- Asia Pacific Screen Awards 2013 :
  - Meilleur film
  - Meilleur scénario pour Mostofa Sarwar Farooki et Anisul Hoque